# صقر غباش
صقر غباش سعيد المري (مواليد 1952)، هو سياسي إماراتي. يتولى رئاسة المجلس الوطني الاتحادي منذ عام 2019. شغل سابقًا منصب وزير العمل وسفير دولة الإمارات العربية المتحدة لدى الولايات المتحدة الأمريكية.
تخرج من أكاديمية الشرطة في السودان عام 1973، وتخرج من جامعة الإمارات عام 1986 بدرجة البكالوريوس في الإدارة.
انضم إلى الحكومة الاتحادية في عام 2008، كوزير لـوزارة العمل، وأنهيت خدماته كوزير للموارد البشرية والتوطين بإعادة التشكيل الوزاري يوم الخميس الموافق 19 أكتوبر 2017 .
كما يشغل حاليا منصب رئيس مجلس إدارة " الهيئة الوطنية للمؤهلات”، ومنصب نائب رئيس "المجلس الإتحادي للتركيبة السكانية"، بالإضافة إلى عضوية في مجلس إدارة "هيئة الإمارات للهوية".

## مناصب
تولّى عدد من المناصب من أهمها:
- رئيس مجلس إدارة المجلس الوطني للإعلام (2008 - 2010)
- سفير دولة الإمارات العربية المتحدة لدى الولايات المتحدة الأمريكية – واشنطن (2005 – 2008)
- سفير دولة الإمارات العربية المتحدة غير مقيم لدى المكسيك (2005 – 2008)
- وكيل وزارة الثقافة والإعلام (1998 - 2005)
- وكيل وزارة الداخلية (1991 – 1998)
- مدير عام كلية الشرطة ـ أبو ظبي ( 1984 «عام التأسيس» - 1991 )
- نائب رئيس اتحاد كرة القدم الإماراتي (1986 - 1990) ، (1996 - 1998)
- مدير عام الشؤون الإدارية والمالية بوزارة الداخلية (1976 - 1983)

كما شغل العديد من المجالس والهيئات منها:
- اللجنة الوطنية للتركيبة السكانية (2008 – 2010)
- الهيئة العامة للمعاشات والضمان الاجتماعي (2008 – 2010)
- مجلس إدارة الهيئة الخليجية للإذاعة والتلفزيون (1996 - 1998)
- مجلس الإنتاج البرامجي المشترك لمجلس التعاون الخليجي (1996 - 1998)
- اللجنة الوطنية للتربية والثقافة والعلوم (1996 – 1998)
- مجلس إدارة مؤسسة الإنتاج البرامجي المشترك لمجلس التعاون لدول الخليج العربي (1996 - 1998)
- اتحاد كرة القدم (1976 - 1980)